# Gran Premi de l'Argentina del 1953
Resultats del Gran Premi de l'Argentina de Fórmula 1 de la temporada 1953, disputat al circuit Oscar Alfredo Galvez de Buenos Aires, el 18 de gener del 1953.
Al GP va haver-hi un accident de Nino Farina provocat per la invasió de pista d'un espectador que va provocar la mort de 13 espectadors.

## Resultats
| Pos   | No | Pilot                 | Equip            | Voltes | Temps/ Retirada | Pos. de sortida | Punts |
| ----- | -- | --------------------- | ---------------- | ------ | --------------- | --------------- | ----- |
| 1     | 10 | Alberto Ascari        | Ferrari          | 97     | 3h 01' 05. 4    | 1               | 9     |
| 2     | 14 | Luigi Villoresi       | Ferrari          | 96     | + 1 Volta       | 3               | 6     |
| 3     | 4  | Jose Froilan Gonzalez | Maserati         | 96     | + 1 Volta       | 5               | 4     |
| 4     | 16 | Mike Hawthorn         | Ferrari          | 96     | + 1 Volta       | 6               | 3     |
| 5     | 8  | Oscar Alfredo Galvez  | Maserati         | 96     | + 1 Volta       | 9               | 2     |
| 6     | 30 | Jean Behra            | Gordini          | 94     | + 3 Voltes      | 11              |       |
| 7     | 28 | Maurice Trintignant   | Gordini          | 91     | + 6 Voltes      | 7               |       |
| Comp. | 28 | Harry Schell          | Gordini          | 91     | + 6 Voltes      | 7               |       |
| 8     | 22 | John Barber           | Cooper - Bristol | 90     | + 7 Voltes      | 16              |       |
| 9     | 20 | Alan Brown            | Cooper - Bristol | 87     | + 10 Voltes     | 12              |       |
| Ret   | 26 | Robert Manzon         | Gordini          | 67     | Part mecànica   | 8               |       |
| Ret   | 2  | Juan Manuel Fangio    | Maserati         | 36     | Transmissió     | 2               |       |
| Ret   | 6  | Felice Bonetto        | Maserati         | 32     | Transmissió     | 15              |       |
| Ret   | 12 | Nino Farina           | Ferrari          | 31     | Accident        | 4               |       |
| Ret   | 32 | Carlos Menditéguy     | Gordini          | 24     | Caixa canvi     | 10              |       |
| Ret   | 34 | Pablo Birger          | Simca - Gordini  | 21     | Diferencial     | 14              |       |
| Ret   | 24 | Adolfo Schewelm Cruz  | Cooper - Bristol | 20     | Part mecànica   | 13              |       |

## Altres
- Pole:  Alberto Ascari 1' 55. 4

- Volta ràpida: Alberto Ascari 1' 48. 4 (a la volta 73)